# Xerarionta intercisa
Xerarionta intercisa е вид охлюв от семейство Helminthoglyptidae. Видът е уязвим и сериозно застрашен от изчезване.

## Разпространение
Разпространен е в САЩ.